# Ovacık, Çeşme
Ovacık là một xã thuộc huyện Çeşme, tỉnh İzmir, Thổ Nhĩ Kỳ. Dân số thời điểm năm 2010 là 1.694 người.